# Baden (Morbihan)
Baden település Franciaországban, Morbihan megyében. Lakosainak száma 4864 fő (2022. január 1.). Baden Larmor-Baden, Le Bono, Plougoumelen, Ploeren és Arradon községekkel határos.

## Népesség
A település népességének változása:
| Lakosok száma | 1844 | 2369 | 2844 | 3899 | 4346 | 4412 | 4340 | 4396 | 4418 | 4864 |
|               | 1968 | 1982 | 1990 | 2006 | 2013 | 2015 | 2017 | 2019 | 2020 | 2022 |